# Marquesado de Monteleón
El marquesado de Monteleón es un título nobiliario español creado en fecha desconocida de 1706 por el rey Felipe V de España a favor de Isidro Casado de Acevedo y Rosales, con el vizcondado previo de Alcázar Real.

## Marqueses de Monteleón
|                       | Titular                                            | Periodo               |
| Creación por Felipe V | Creación por Felipe V                              | Creación por Felipe V |
| --------------------- | -------------------------------------------------- | --------------------- |
| I                     | Isidro Casado de Acevedo y Rosales                 | 1706-1739             |
| II                    | Isidro Casado y Rosales                            | 1739-1739             |
| III                   | Pedro Isidro Casado de Monteleón                   | 1739-                 |
| IV                    | José Melchor Casado de Velasco                     | -1796                 |
| III                   | Antonio Casado y Velasco                           | 1739-1740             |
| IV                    | Enriqueta Juana Francisca Susana Casado y Huguetan | 1740-1761             |
| III                   | José Francisco Casado                              | 1739-1744             |

## Historia de los marqueses de Monteleón
- Isidro Casado de Acevedo y Rosales o Isidro Casado de Acevedo y Martínez del Mazo (1667 - 1739, a los 72 años de edad), I vizconde de Alcázar Real luego I marqués de Monteleón.

1. Casó en 1698 con María Francisca de Velasco (Cádiz, 1677 - París, 1709), hija natural de Francisco Antonio Fernández de Velasco y Tovar, I marqués de Castrojal, padres de Isidro Casado y Rosales (1700 - 1739), Antonio Casado y Velasco (1703 - 1740), Francisca Casado (1705 - 1761) y José Francisco Casado (? - 1744). Le sucedió su hijo menor:

- Isidro Casado y Rosales (1700 - 1739), II marqués de Monteleón.

1. Casó con María de Puya y Gago. Le sucede su hijo que recupera el título:

- Pedro Isidro Casado de Monteleón, III marqués de Monteleón cuando logró ganar el pleito a su tío paterno y le despojó del título de marqués de Monteleón, posiblemente reconocido con el tiempo en el Sacro Imperio Romano-Germánico al emparentarse con la realeza de ese país y cuyos descendientes llevan el apellido “Casado de Monteleón”. Le sucedió su hijo:

- José Melchor Casado de Velasco IV marqués de Monteleón, título cancelado en 1796.

Sucedió el hermano menor del II marqués de Monteleón, que se autoproclama: 
- Antonio Casado y Velasco (1703 - 1740), III marqués de Monteleone.

1. Casó con Margaretha Huguetan, condesa de Gyldensteen (1702 - 1750). Le sucedió su hija:

- Enriqueta Casado y Huguetan, IV marquesa de Monteleone.

1. Casó en 1725 con Enrique VI, conde de Reuss-Köstriz. Ambos son ascendientes, entre otros, de la Reina Sofía de España y de su hijo el rey Felipe VI de España, de la reina Beatriz de los Países Bajos y de su hijo el rey Guillermo Alejandro de los Países Bajos, del rey Carlos XVI Gustavo de Suecia y de la emperatriz Augusta Victoria de Schleswig-Holstein.

Sucedió el otro hermano menor del II marqués de Monteleón, que también se autoproclama: 
- José Francisco Casado (? - 1744), III marqués de Monteleone.

1. Casó primera vez con Isabel Piscantori y casó segunda vez con María Francisca del Río.

Se solicitó la rehabilitación por Evaristo Casado de Monteleón y Pascual a Alfonso XIII de España en Heraz el 25 de junio de 1915. Actualmente caducado.